# Divinité du propriétaire
Les divinités des propriétaires, ou 地主神, représentent un type de divinité tutélaire vénérée à travers la sphère culturelle d'Asie de l'Est, jouant un rôle crucial dans les pratiques locales et la gestion des terres.
Ce sont des divinités de bas niveau qui sont considérées comme inférieures à Sheshen et aux dieux de la ville.
Lorsque les gens déménagent dans un nouvel endroit, ils demandent à la divinité du propriétaire la permission de s'y installer.
Houtu est la souveraine suprême de tous les Tudigongs ("Seigneur du Sol Local"), les Sheji (en) ("l'État"), les Shan Shen ("Dieu des Montagnes"), les Dieux des Villes ("Dieu de la Ville Locale") et les dieux propriétaires terriens du monde entier.

## En Chine
En Chine, les Dizhushen (地主神) sont considérés comme des divinités inférieures à Sheshen et aux dieux de la ville.
Le Dieu Propriétaire (chinois : 地主神 ; pinyin : Dìzhǔ shén) est une divinité vénérée dans les croyances populaires chinoises, qui est analogue mais ne doit pas être confondu avec Tudigong.
La tablette du Dieu propriétaire est généralement inscrite sur deux rangées :
- À gauche : (à Singapour et en Malaisie) "Le Dieu de la Richesse Propriétaire Terrien des Tang d'Outre-Mer" (唐番地主財神) ou (à Hong Kong et dans la diaspora chinoise ailleurs) "Le Dieu de la Richesse Propriétaire Terrien de l'Avant à l'Arrière" (前後地主財神)
- À droite : Le Dieu Dragon des Cinq Directions et des Cinq Terres (五方五土龍神 ; fengshui).

Les noms sont accompagnés d'un couplet latéral aux formulations variées qui louent les vertus du Dieu Propriétaire. On croit que le Dieu Propriétaire possède des pouvoirs pour aider à accumuler la richesse, et la position de la tablette doit être placée correctement selon les lois du fengshui.
En chinois, les maisons de l'Esprit sont appelées 土地神屋 ou Maison Tudigong, représentant un lien entre le concept et le concept de Temple de la Terre dédié à une divinité propriétaire ou à un Tudigong.

## Dans Taiwan

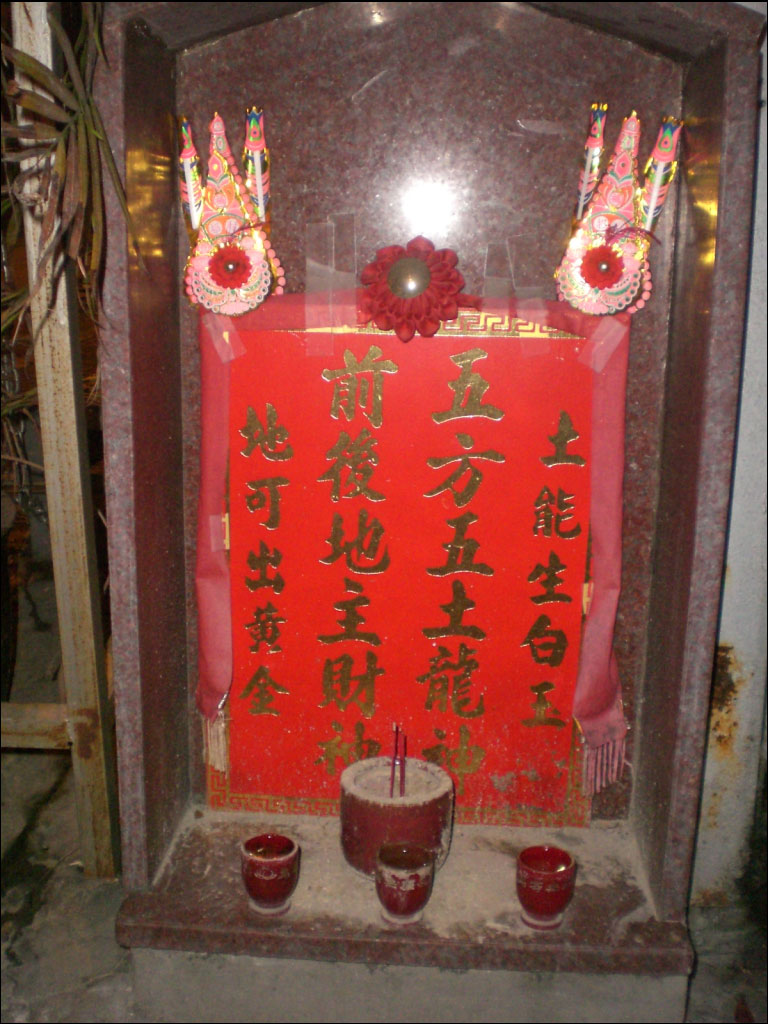
Autel taïwanais pour un dieu propriétaire

Le culte de Tē-ki-tsú (chinois : 地基主 ; pinyin : Dìjīzhǔ ; Wade–Giles : Ti⁴-chi¹-chu³ ; Pe̍h-ōe-jī : Tē-ki-tsú) est particulièrement répandu dans les croyances populaires taïwanaises. De nombreuses institutions, telles que les agences gouvernementales et les entreprises, honorent un Tē-ki-tsú lorsqu'elles emménagent dans un nouveau bâtiment.
Les autels domestiques dédiés à Tē-ki-tsú sont très courants.
De telles divinités sont de nature ambiguë, parfois des fantômes et parfois des divinités. Parfois considérées comme les âmes des anciens occupants Parfois, les rituels pour de telles divinités sont considérés comme le déplacement du bâtiment du monde yin vers le monde yang, voir yin miao (en) pour plus d'informations sur les croyances taïwanaises sur le monde yin
Ces divinités peuvent être liées à Goryō ou à des personnes décédées sans parents.
Alternativement, la tradition peut provenir des peuples autochtones taïwanais et de leur pratique de l'enterrement à l'intérieur ou de l'enterrement des personnes à l'intérieur de bâtiments.

## Au Japon
Les Jinushigami (地主神), également connus sous les noms de jigami (地神), tochigami (土地神), chi no kami (地の神, également lu ji no kami), ou jinushisama (地主様), sont des divinités populaires shintoïstes, ou kami, d'une zone de terre (le nom signifie littéralement "kami maître de la terre"). Leur histoire remonte au moins au 9ème siècle et peut-être plus tôt. À l'origine, les jinushigami étaient associés à de nouvelles zones de terre ouvertes à la colonisation. Les nouveaux résidents de la terre créaient des sanctuaires dédiés au kami résident local soit pour obtenir sa bénédiction/permission, soit pour le lier à la terre afin d'éviter qu'il n'interfère ou ne maudisse les humains à proximité. Les Jinushigami peuvent être soit des ancêtres des premiers colons d'une région, soit des ancêtres d'un clan. Ils sont également connus sous le nom de divinités propriétaires terriens, et sont parfois décrits comme des genius loci.
Ōkuninushi est parfois considéré comme un Jinushigami du Japon dans son ensemble.
Les Hokora sont souvent créés pour les Jinushigami, les objets naturels comme les arbres sont également souvent considérés comme des yorishiro ou des shintai pour eux
Le but est de convaincre les divinités chtoniques de la terre d'autoriser l'occupation
Shinra Myōjin (en) est considérée comme une telle divinité et est originaire de Corée

## En Corée
Teojushin (Hangul : 터주신, Hanja : 터主神) est la protectrice du sol sur lequel est construite une maison dans le culte Gashin en Corée. Elle est également connue sous le nom de Jishin (地神), ou "déesse de la terre". Elle peut être vue comme analogue à une divinité propriétaire terrien, telle que Tudigong ou Houtu.

## Au Vietnam

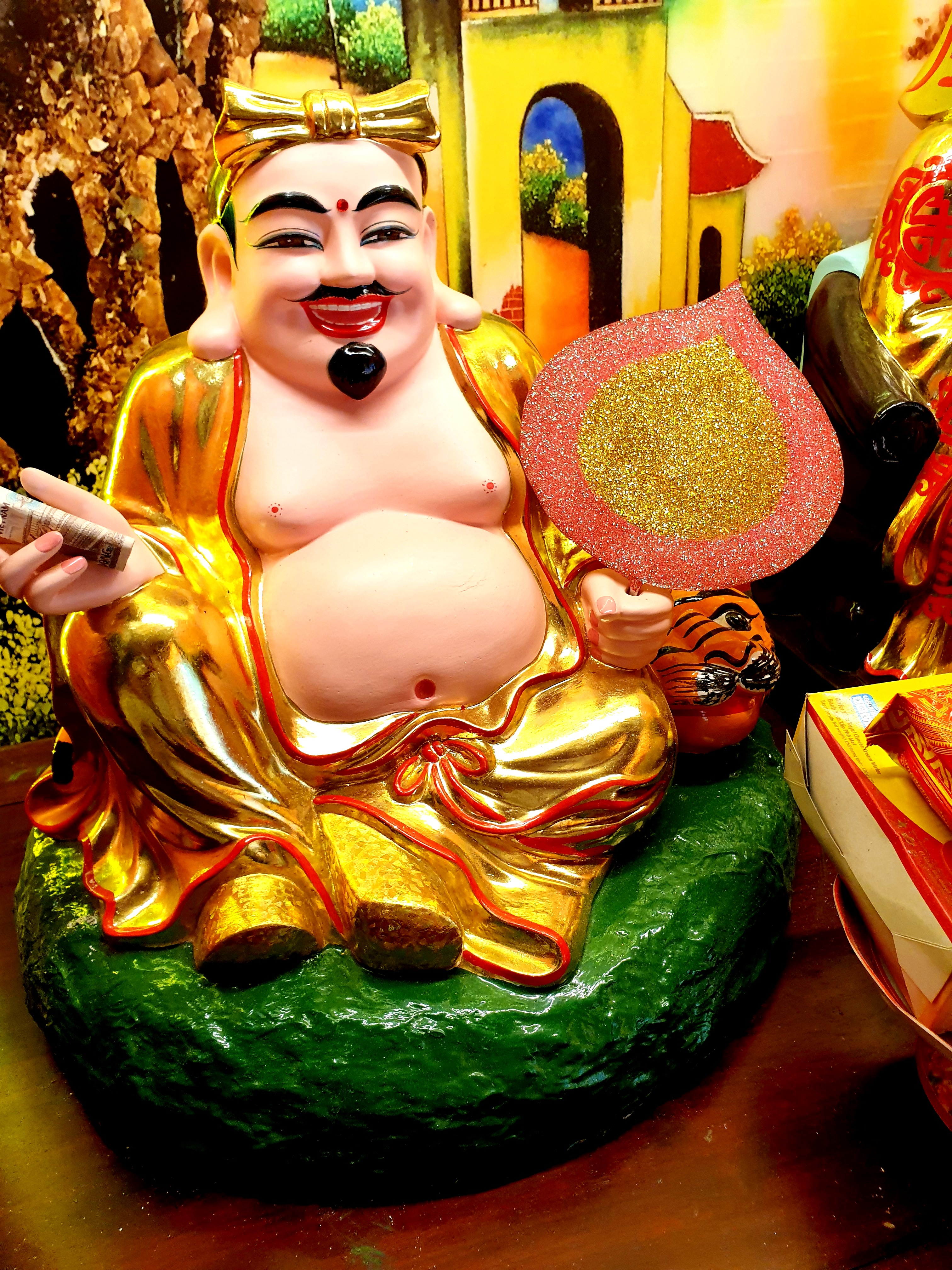
Statue d'Ông Địa au temple Pháp Giới

Ông Địa ( Hán-Nôm : 翁地), Thổ Địa (土地), Thổ Công (土公) ou Thần Đất (神坦), est le dieu de la terre et patron du terrain sur lequel les maisons sont construites. Il est l’une des divinités les plus vénérées au Vietnam.

## Culture pop
Dans la série manga Kamisama Kiss de Julietta Suzuki, l'héroïne Nanami Momozono devient la tochigami d'un sanctuaire abandonné.

## Voir également
- Sheshen
- Dieu de la ville (Chine)